# Visonta
Visonta ist eine ungarische Gemeinde im Kreis Gyöngyös im Komitat Heves.

## Geografische Lage
Visonta liegt ungefähr acht Kilometer östlich der Stadt Gyöngyös. Nachbargemeinden sind
Halmajugra und Abasár.

## Gemeindepartnerschaft
- Petriceni, Rumänien

## Infrastruktur
Eine wichtige wirtschaftliche Rolle in der Gemeinde spielt der Braunkohleabbau, das Kraftwerk Mátra (Mátrai Erőmű, ehemals Gagarin Hőerőmű) sowie die photovoltaische Energieumwandlung. Landwirtschaftlich ist der Weinbau dominierend.

## Sehenswürdigkeiten
- 1848er-Denkmal (1848-as emlékmű), erschaffen von István Demeter
- Gagarin-Denkmal (Gagarin emlékmű), erschaffen 1973 von János Pándi Kiss
- 1956er-Denkmal (1956-os emlékmű), erschaffen von Róbert Magda und Zoltán Papp
- Römisch-katholische Kirche Szent Kereszt felmagasztalása, erbaut ursprünglich im 15. Jahrhundert, im ersten Viertel des 19. Jahrhunderts umgebaut und erweitert, der Kirchturm wurde 1854 hinzugefügt
- Weltkriegsdenkmal (I. világháborús emlékmű)

## Verkehr
Durch Visonta verläuft die Nebenstraße Nr. 24145, südlich der Gemeinde die Hauptstraße Nr. 3. Die nächstgelegenen Bahnhöfe für den Personenverkehr befinden sich in Gyöngyös und Ludas.

## Bilder

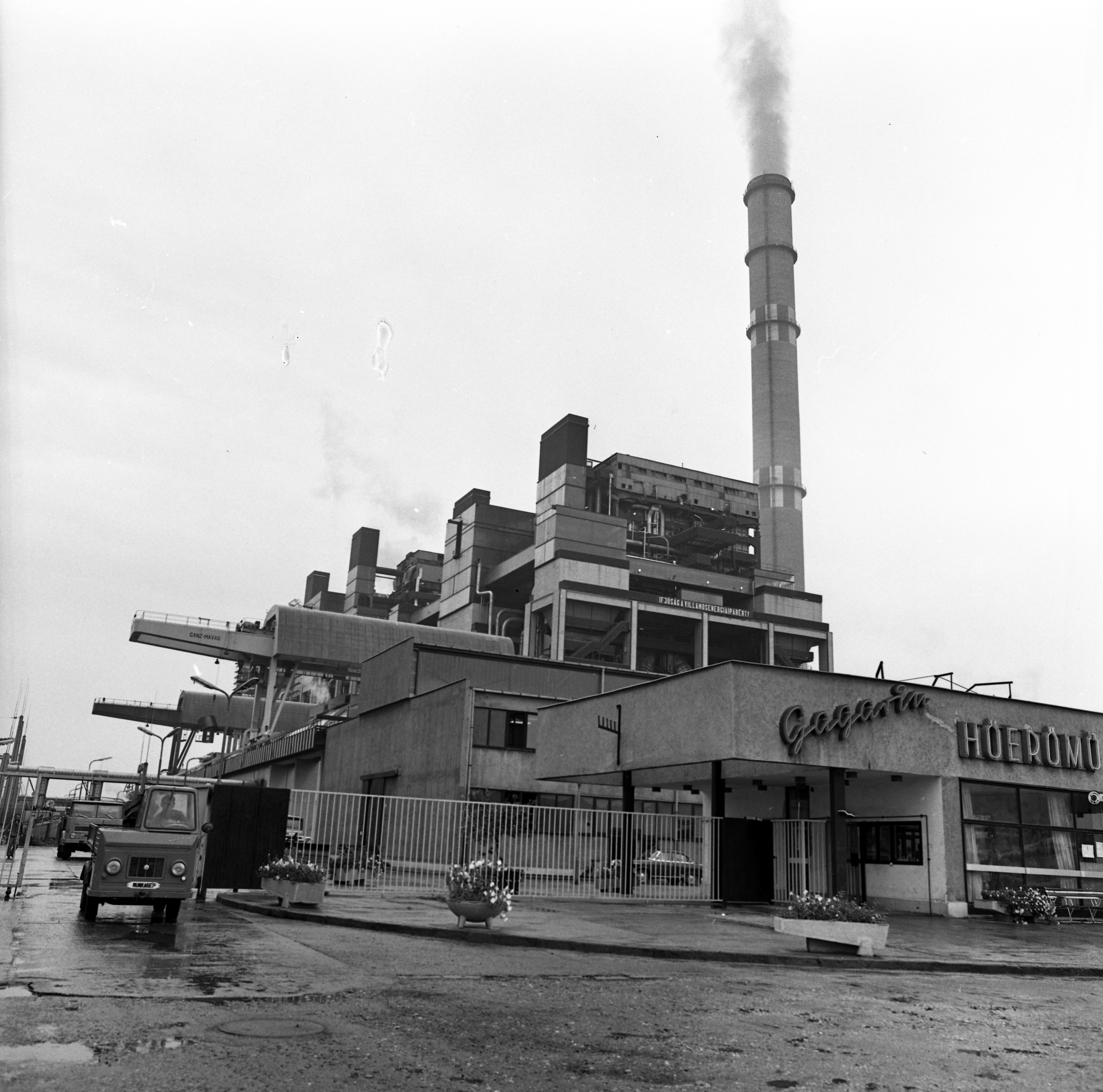
Gagarin-Wärmekraftwerk (1972)
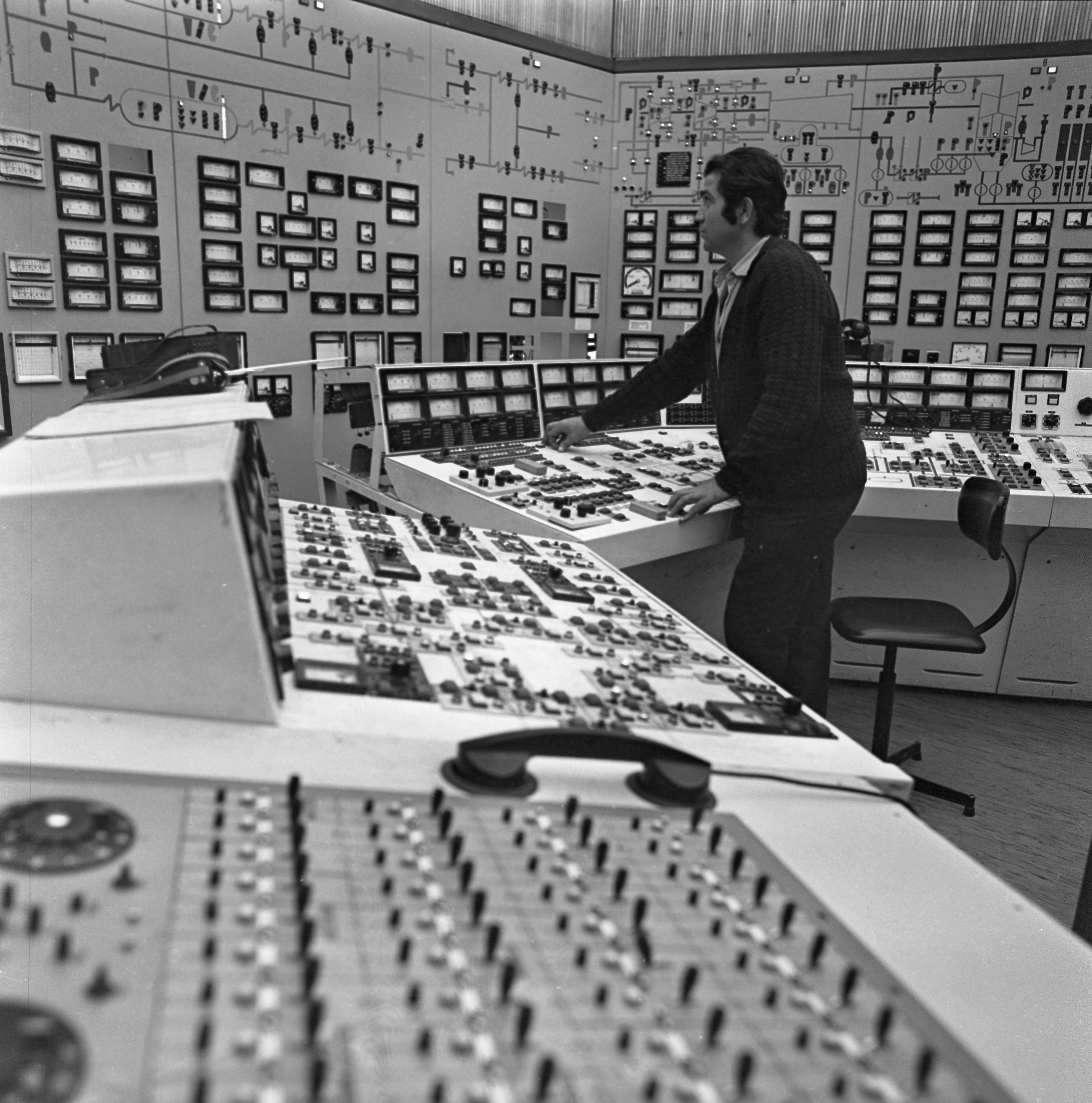
Schaltzentrale im Gagarin-Wärmekraftwerk (1972)
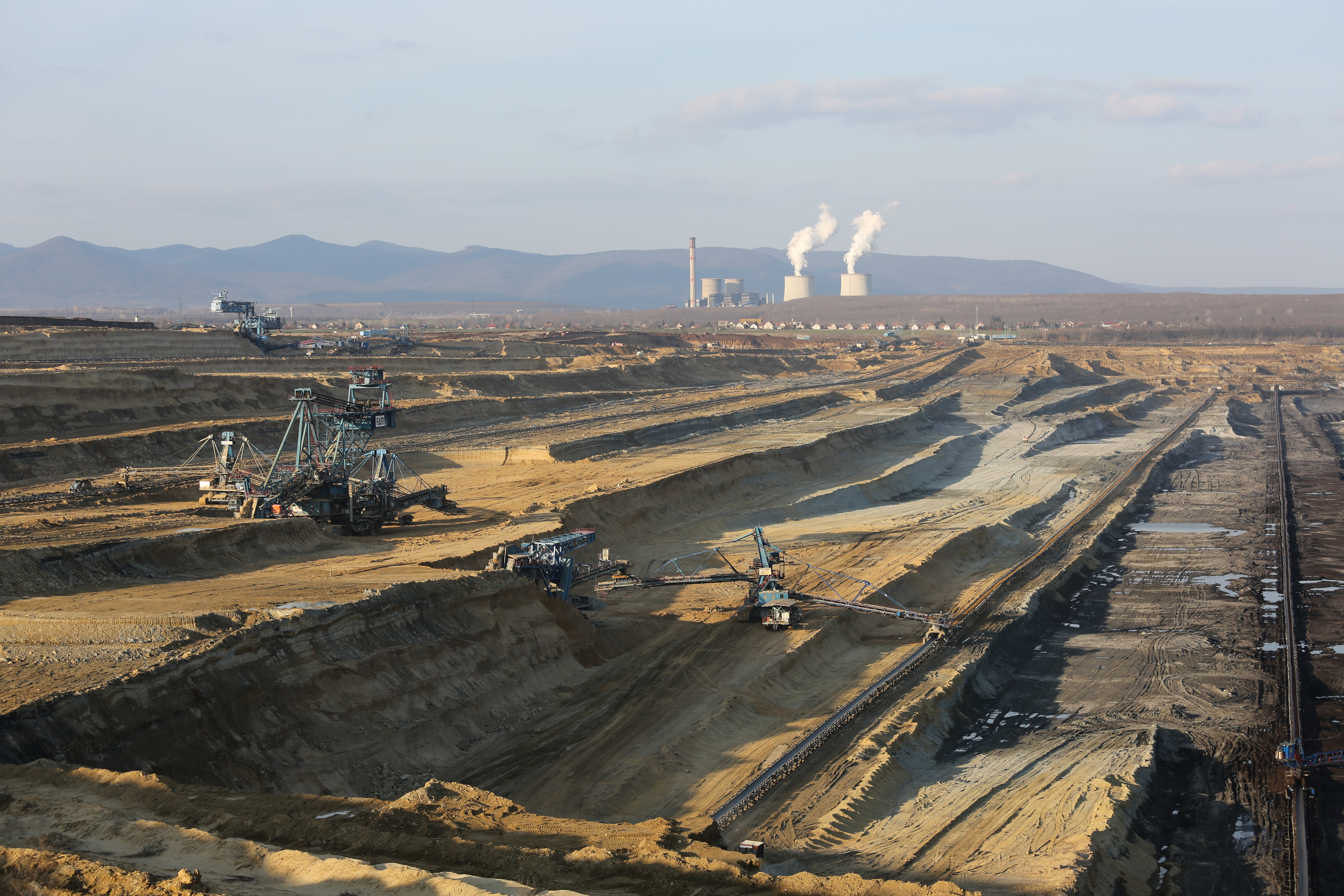
Braunkohleabbau
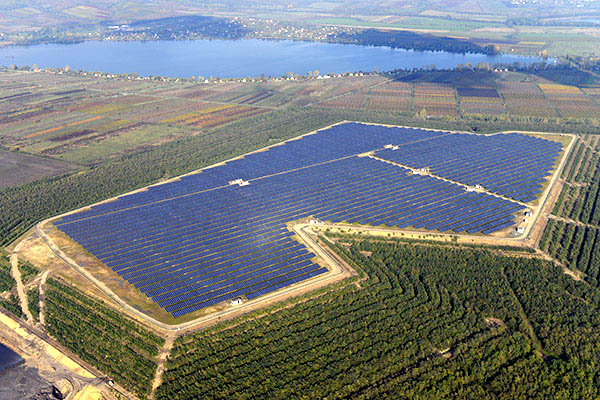
Photovoltaische Anlage

## Persönlichkeiten
- Éva Harmath (* 1930 in Visonta; † 1993), ungarische Opernsängerin (Sopran) und Schauspielerin